# Civilización judeocristiana

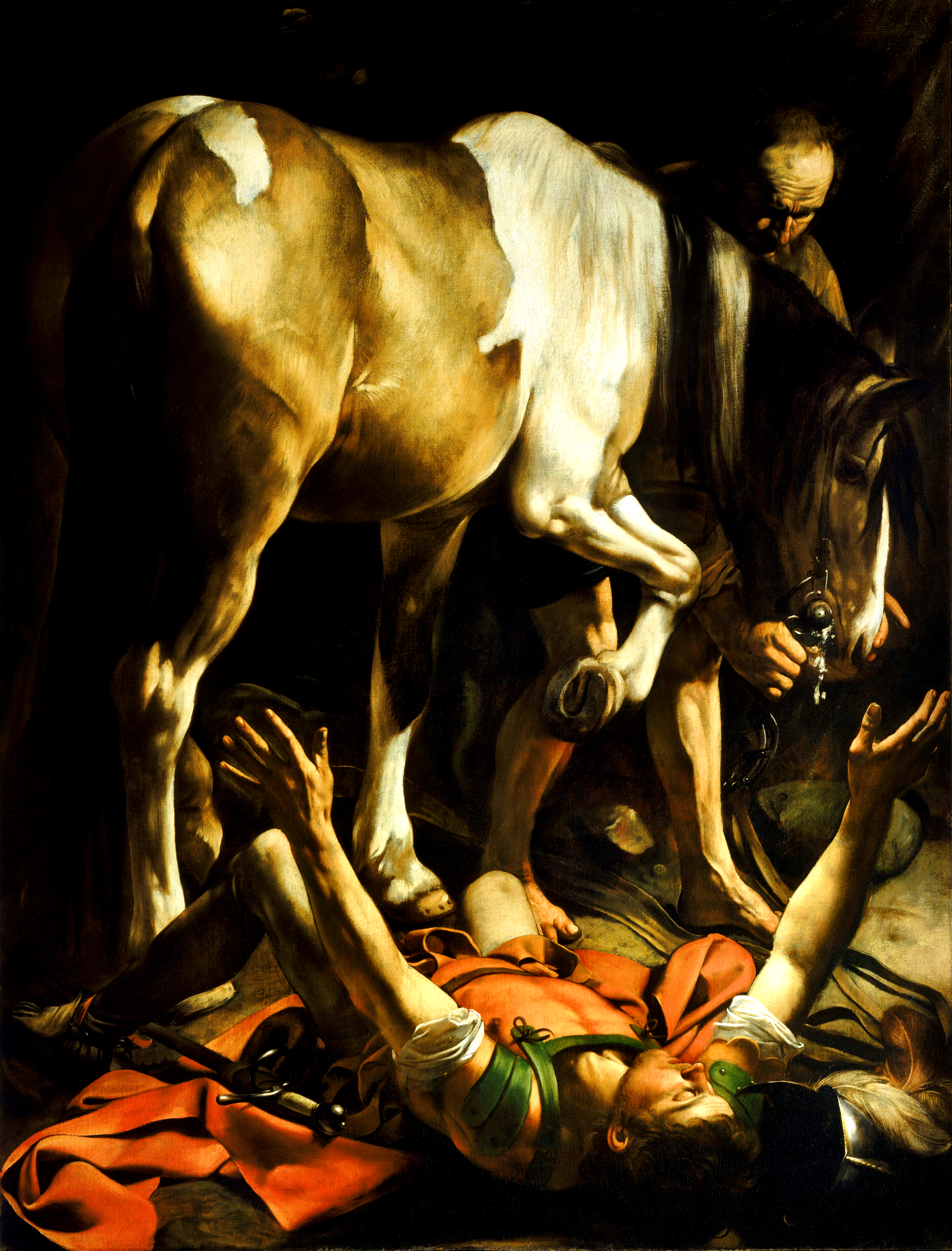
Conversión de San Pablo en el camino de Damasco, de Caravaggio. Pablo de Tarso, un judío romanizado, integrado en el mundo helenístico, pasa de perseguir a los primeros cristianos (judeocristianos) a liderarlos, junto a Pedro, en su expansión inicial. El tópico de la conversión, y su valoración ambivalente, sigue siendo una parte significativa de la cultura judeocristiana.

Civilización judeocristiana o cultura judeocristiana son conceptos polémicos, y relativamente recientes, con los que se pretenden identificar los rasgos esenciales de la cultura o civilización occidental con sus fundamentos en judaísmo y cristianismo, más allá de sus elementos religiosos (incluso ignorándolos o de forma opuesta, pero nunca del todo ajena a ellos), poniéndolos al menos al mismo nivel que sus fundamentos en la civilización o cultura clásica grecorromana.
En su condición de cultura o civilización, determinaría o al menos conformaría de forma decisiva todo tipo de aspectos de la vida personal y social, las instituciones, costumbres, mentalidades, etc.; de modo que en ese origen se explicarían las notables diferencias que tales rasgos presentan en otras civilizaciones más lejanas, como las de Extremo Oriente, e incluso más cercanas, como la islámica (aunque también hay algún uso de expresiones que engloban a las culturas judía, cristiana e islámica, como cultura o civilización abrahámica o monoteísta, e incluso quien propone una mayor proximidad entre judaísmo e islam, sugiriendo que sería más pertinente hablar de una «civilización judeo-musulmana» como un eje frente a la cristiandad).

En cuanto a mentalidad, todos somos cristianos, vivimos dentro de una civilización judeocristiana que se formó a partir de una red ideológica que tiene su origen en el cristianismo. Por lo tanto, es perfectamente natural que cualquier ciudadano —ya sea comunista, socialista, liberal o lo que sea— se interese en determinado momento de su vida por ese aspecto de la realidad.
José Saramago

## Ética judeocristiana
La existencia de una ética o de valores compartidos por la civilización judeocristiana es un asunto debatido.
A finales del siglo XIX Nietzsche definió la moral judeocristiana como portadora de contravalores opuestos a la verdadera grandeza de la vida y la voluntad, una moral resentida de los esclavos que los amos acaban asumiendo por mala conciencia.
A mediados del siglo XX el concepto se aplicó a los valores familiares y tradicionales del contexto ideológico conservador de Estados Unidos, con un amplio consenso social.

El esquema moral judeocristiano.... se ha convertido en parte de la religión civil americana.
George Orwell, 1939.

Más de una década antes que este texto de Orwell, grupos de líderes religiosos estadounidenses como la National Conference of Christians and Jews (fundada en 1927) subrayaban el terreno común en los fundamentos de la moral y las leyes; en parte como una forma de contrarrestar la judeofobia o antisemitismo con su contrario (judeofilia o filosemitismo), lo que se acentuó especialmente tras la toma de conciencia del Holocausto y el interés geoestratégico en apoyar al Estado de Israel por parte de Estados Unidos.
Más de una década más tarde (diciembre de 1952), el presidente Eisenhower relacionó el «concepto judeocristiano» de la igualdad del hombre a partir de su creación por Dios con la forma de gobierno diseñada por los «padres fundadores» de Estados Unidos y que se expresó en la Declaración de independencia de 1776 («Sostenemos como evidentes estas verdades: que los hombres son creados iguales; que son dotados por su Creador de ciertos derechos inalienables; que entre estos están la vida, la libertad y la búsqueda de la felicidad»); lo que le llevó a utilizar una expresión que se hizo famosa: and I don't care what it is (‘y no me importa cuál sea’), refiriéndose a que es indiferente qué fe religiosa se siga, mientras sea una de las que incluyan esos valores.
También han sido objeto de discusión, en cuanto a su adecuación a la tradición judeocristiana, otros aspectos morales, como la dignidad humana y la posibilidad o no del ejercicio legítimo de la violencia; o valores como la justicia social y la compasión por los pobres.